# Aloe zebrina

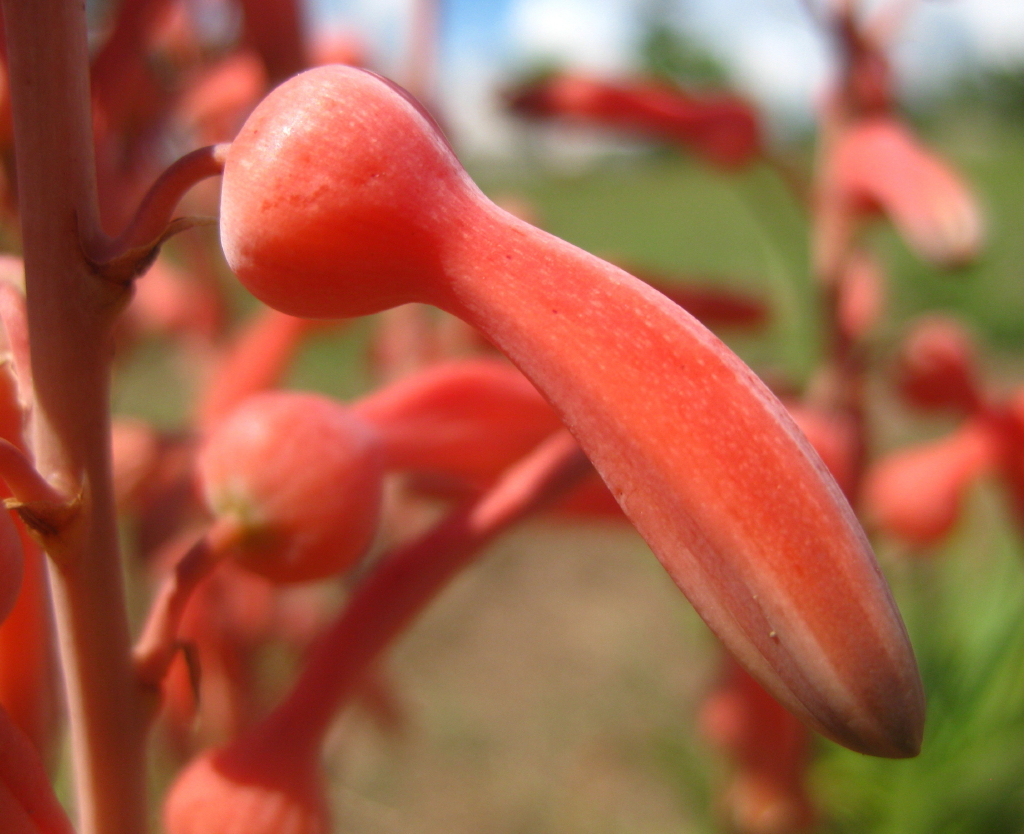
Einzelblüte

Aloe zebrina ist eine Pflanzenart der Gattung der Aloen in der Unterfamilie der Affodillgewächse (Asphodeloideae). Das Artepitheton zebrina stammt aus dem Lateinischen und bedeutet ‚gestreift‘.

## Beschreibung

### Vegetative Merkmale
Aloe zebrina wächst stammlos oder kurz stammbildend, ist einzeln oder sprosst in der Regel und bildet dann kleine bis große Gruppen. Die zehn bis 20 lanzettlichen Laubblätter bilden dichte Rosetten. Die trübgrüne, gestreifte Blattspreite ist 20 bis 30 Zentimeter lang und 5 bis 7 Zentimeter breit. Auf der Blattoberfläche befinden sich längliche, weißliche Flecken. Die Flecken sind zerstreut oder bilden in der Regel unregelmäßige Querbänder. Auf der Blattunterseite sind wenige oder zahlreiche Flecken vorhanden. Die stechenden, bräunlichen Zähne am Blattrand sind 4 bis 6 Millimeter lang und stehen 8 bis 15 Millimeter voneinander entfernt. Der Blattsaft ist trocken purpur- oder orangefarben.

### Blütenstände und Blüten
Der Blütenstand besteht aus fünf bis zehn Zweigen und erreicht eine Länge von 100 bis 130 Zentimeter. Die unteren Zweige sind gelegentlich nochmals verzweigt. Die lockeren, zylindrischen, leicht spitz zulaufenden Trauben sind 20 bis 40 Zentimeter lang und 6 bis 7 Zentimeter breit. Die deltoiden, spitz zulaufenden Brakteen weisen eine Länge von etwa 6 bis 15 Millimeter auf. Die korallenroten oder trüb rötlichen Blüten sind grün gespitzt und stehen an 6 bis 15 Millimeter langen Blütenstielen. Die Blüten sind etwa 30 Millimeter lang und an ihrer Basis gerundet oder gestutzt. Auf Höhe des Fruchtknotens weisen die Blüten einen Durchmesser von 7 bis 10 Millimeter auf. Darüber sind abrupt auf 4 bis 6 Millimeter verengt und schließlich zu ihrer Mündung erweitert. Ihre Perigonblätter sind auf einer Länge von 7 bis 11 Millimeter nicht miteinander verwachsen. Die Staubblätter und der Griffel ragen 1 bis 2 Millimeter aus der Blüte heraus.

### Genetik
Die Chromosomenzahl beträgt {\displaystyle 2n=14}.

## Systematik und Verbreitung
Aloe zebrina ist in Angola, Botswana, Mosambik, Sambia, Simbabwe, Namibia, Malawi sowie den südafrikanischen Provinzen Gauteng, Mpumalanga und Limpopo in Grasland und Dickichten auf trocknen Hügeln in Höhen von 200 bis 2000 Metern verbreitet.
Die Erstbeschreibung durch John Gilbert Baker wurde 1878 veröffentlicht.
Folgende Taxa wurden als Synonym in die Art einbezogen: Aloe platyphylla Baker (1878), Aloe transvaalensis Kuntze (1898), Aloe lugardiana Baker (1901), Aloe bamangwatensis Schönland (1904), Aloe ammophila Reynolds (1936), Aloe laxissima Reynolds (1937), Aloe angustifolia Groenew. (1938, nom. illeg. ICBN-Artikel 53.1), Aloe transvaalensis var. stenacantha F.S.Mull. (1940) und Aloe vandermerwei Reynolds (1950).

## Nachweise